# Punta La Marmora
Punta La Marmora (sard: Perdas Capìas) és una muntanya del massís de Gennargentu a l'illa de Sardenya.
La muntanya es troba a la província de Nùgoro, a la zona muntanyosa de Barbàgia, a l'interior de l'illa. Amb el seu cim a una cota de 1.834 msnm, és el cim més alt de Sardenya. Dedicat al geògraf Alberto Ferrero della Marmora, pertany als territoris comunals de Desulo i Arzana. Punta La Marmora es troba just a l'est del centre aproximat de Sardenya i el cim ofereix bones vistes de tota l'illa. En un dia clar, la major part de la costa i tots els cims dels voltants són visibles.